# 冰岛县份列表

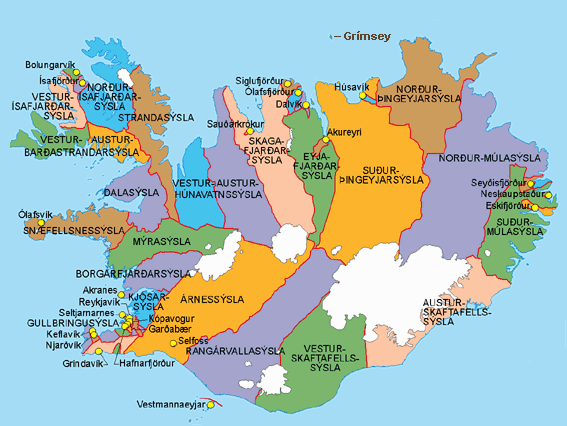
冰岛传统县份和集镇

冰岛在历史上划分为23个县和23个单独的集镇。现今全冰岛划分为24个警区，它们是管理当地警察的最高权力机关（雷克雅未克除外，那里有一个警署专员办公室），以及执行一些诸如破产宣布及民事婚姻登记等行政功能。这些警区的管辖范围通常，但不是全部，沿袭原有的县份区划。当人们提及这些新的“行政”县份时，通常跟县府联系在一起，而不是使用这些传统的县份名字，尽管它们的辖区范围是相同的。

## 县份列表
当冰岛开始城市化后，单独的集镇（kaupstaðir）在18世纪就开始设立。这种实践一直持续到1980年代，歐拉夫斯維克是最后一个在1983年宣布设立的单独集镇。自此以后，有关市镇的法律修改了，都市和乡村市镇的区别从此不复存在。

### 历史上的县份
历史上的县份如下:
- 奥尔内斯县（Árnessýsla）
- 东巴尔扎滨海县（Austur-Barðastrandarsýsla）
- 东胡纳潟湖县（Austur-Húnavatnssýsla）
- 东斯卡夫塔山县（Austur-Skaftafellssýsla）
- 博尔加峡湾县（Borgarfjarðarsýsla）
- 达拉县（Dalasýsla）
- 埃亚峡湾县（Eyjafjarðarsýsla）
- 居德尔布林格县（Gullbringusýsla）
- 乔萨尔县（Kjósarsýsla）
- 米拉县（Mýrasýsla）
- 北伊萨峡湾县（Norður-Ísafjarðarsýsla）
- 北穆拉县（Norður-Múlasýsla）
- 北辛盖亚县（Norður-Þingeyjarsýsla）
- 朗河平原县（Rangárvallasýsla）
- 斯卡加峡湾县（Skagafjarðarsýsla）
- 斯奈山半岛-纳帕河谷县（Snæfellsnes- og Hnappadalssýsla）
- 滨海县（Strandasýsla）
- 南穆拉县（Suður-Múlasýsla）
- 南辛盖亚县（Suður-Þingeyjarsýsla）
- 西巴尔扎滨海县（Vestur-Barðastrandarsýsla）
- 西胡纳潟湖县（Vestur-Húnavatnssýsla）
- 西伊萨峡湾县（Vestur-Ísafjarðarsýsla）
- 西斯卡夫塔山县（Vestur-Skaftafellssýsla）

### 单独的集镇
23个单独的集镇如下:
- 奥尔塔内斯（Álftanes）
- 阿克拉内斯（Akranes）
- 阿克雷里（Akureyri）
- 博隆加维克（Bolungarvík）
- 达尔维克（Dalvík）
- 埃斯基菲厄泽（Eskifjörður）
- 加尔扎拜尔（Garðabær）
- 格林达维克（Grindavík）
- 哈布纳菲厄泽（Hafnarfjörður）
- 胡萨维克（Húsavík）
- 伊萨菲厄泽（Ísafjörður）
- 凯夫拉维克（Keflavík）
- 科帕沃于尔（Kópavogur）
- 内斯克伊斯塔泽（Neskaupstaður）
- 欧拉夫斯菲厄泽（Ólafsfjörður）
- 欧拉夫斯维克（Ólafsvík）
- 雷克雅未克（Reykjavík）
- 瑟伊藻克罗屈尔（Sauðárkrókur）
- 塞尔福斯（Selfoss）
- 塞尔蒂亚纳内斯（Seltjarnarnes）
- 塞济斯菲厄泽（Seyðisfjörður）
- 锡格吕菲厄泽（Siglufjörður）
- 韦斯特曼纳埃亚尔（Vestmannaeyjar）